# Station Messel
Station Messel is een spoorwegstation in de Duitse plaats Messel. Het station werd in 1857 geopend aan de Rhein-Main-Bahn.

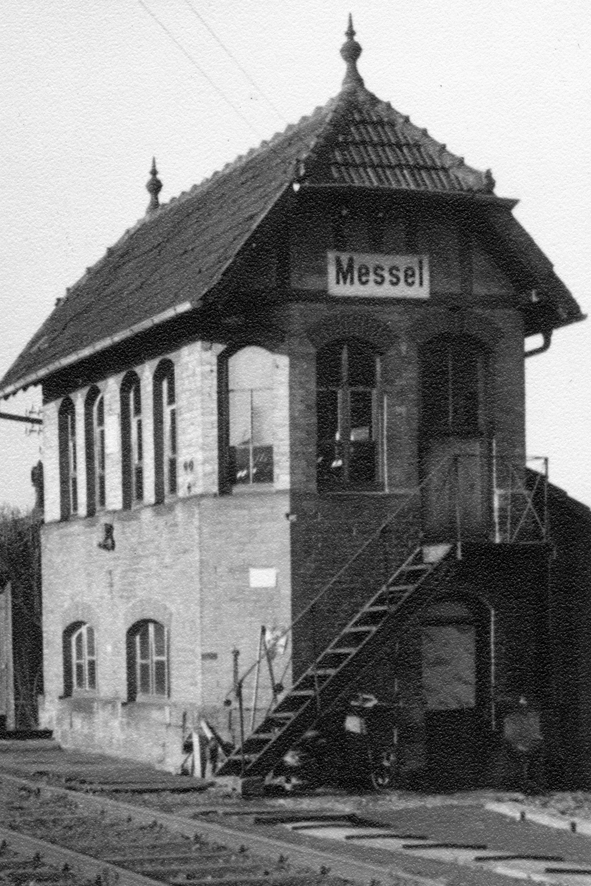